# ISO/IEC 8859-16
ISO/IEC 8859-16:2001(Information technology — 8-bit single-byte coded graphic character sets — Part 16: Latin alphabet No. 10)은 ASCII 기반 표준 문자 인코딩의 ISO/IEC 8859 시리즈의 일부로, 2001년 첫 에디션이 출판되었다. 동일한 인코딩이 1998년 루마니아 표준 SR 14111, 이른바 "Romanian Character Set for Information Interchange"로 정의되었다. 비공식적으로 Latin-10 또는 South-Eastern European으로 호칭된다. 알바니아어, 크로아티아어, 헝가리어, 폴란드어, 루마니아어, 세르비아어, 슬로베니아어, 프랑스어, 독일어, 이탈리아어, 아일랜드어를 지원하기 위해 설계되었다.